# Gaston Reinesch
Gaston Reinesch (* 17. Mai 1958) ist ein luxemburgischer Ökonom, Gastprofessor an der Universität Luxemburg, seit dem 1. Januar 2013 Gouverneur der Luxemburger Zentralbank (Banque centrale du Luxembourg). und Mitglied des Rates der europäischen Zentralbank (EZB). Zuvor war er bis Ende 2012 Mitglied des Verwaltungsrats der Europäischen Investitionsbank (EIB).

## Leben
Reinesch hält ein Diplom der London School of Economics und begann 1984 seine berufliche Karriere als Wirtschaftsberater der Luxemburger Handelskammer (Chambre de Commerce), wonach er 1989 in den öffentlichen Dienst gewechselt ist. 1995 wurde er Generaldirektor im Finanzministerium und 2002 Präsident der Nationalen Kredit- und Investitionsgesellschaft (Société Nationale de Crédit et d'Investissement).